# Ziyaret
Ziyaret é uma vila do Distrito de Şavşat, Província de Artvin, na Turquia. Em 2011, tinha uma população de 124 pessoas.